# Eutelsat 4B
Eutelsat 4B (successivement Hot Bird 5, Eurobird 2, Arabsat 2D ou Badr 2, Eutelsat 25A) était un satellite de télécommunications appartenant à l'opérateur Eutelsat et qui a été désorbité en octobre 2013. Il diffusait des chaînes de télévision, des radios ainsi que d'autres données numériques.
Construit par Matra Marconi Space (en), devenu EADS Astrium Satellites, sur une plate-forme Eurostar 2000+, il est équipé de 20 transpondeurs en bande Ku mais seuls 16 peuvent être utilisés simultanément. Il dispose de 2 faisceaux, un faisceau large couvrant la Méditerranée orientale et un super faisceau couvrant principalement la Libye, l'Égypte et la Turquie. Il est équipé de 3 unités Skyplex, permettant le multiplexage à bord du satellite.
Il a été lancé le 9 octobre 1998 par une fusée Atlas IIA, vol AC-134, depuis le Centre spatial Kennedy à Cap Canaveral en Floride. Il avait une masse au lancement de 3 000 kg. Sa durée de vie estimée est supérieure à 12 ans.

## Mission
D'abord positionné à 13° Est et nommé alors Hot Bird 5, il a été déplacé à la position 25,5° Est en novembre 2002, après la mise en service du satellite Hot Bird 6 et renommé Eurobird 2. Au printemps 2003, une partie des capacités du satellite est alors louée par l'opérateur de satellites Arabsat qui le nomme Badr-2 ou encore Arabsat 2D. Ce dernier contrat prend fin en avril 2007. Il a ensuite été déplacé à 25° Est en prenant le nom de Eutelsat 25A. Il a finalement été déplacé à 4° Est devenant Eutelsat 4B avant d'être placé sur une orbite cimetière en février 2013.
En juillet 1999, ce satellite a connu des problèmes avec un de ses panneaux solaires, ce qui explique pourquoi seuls 16 répéteurs peuvent être utilisés depuis cette date.